# Hans-Böckler-Stiftung

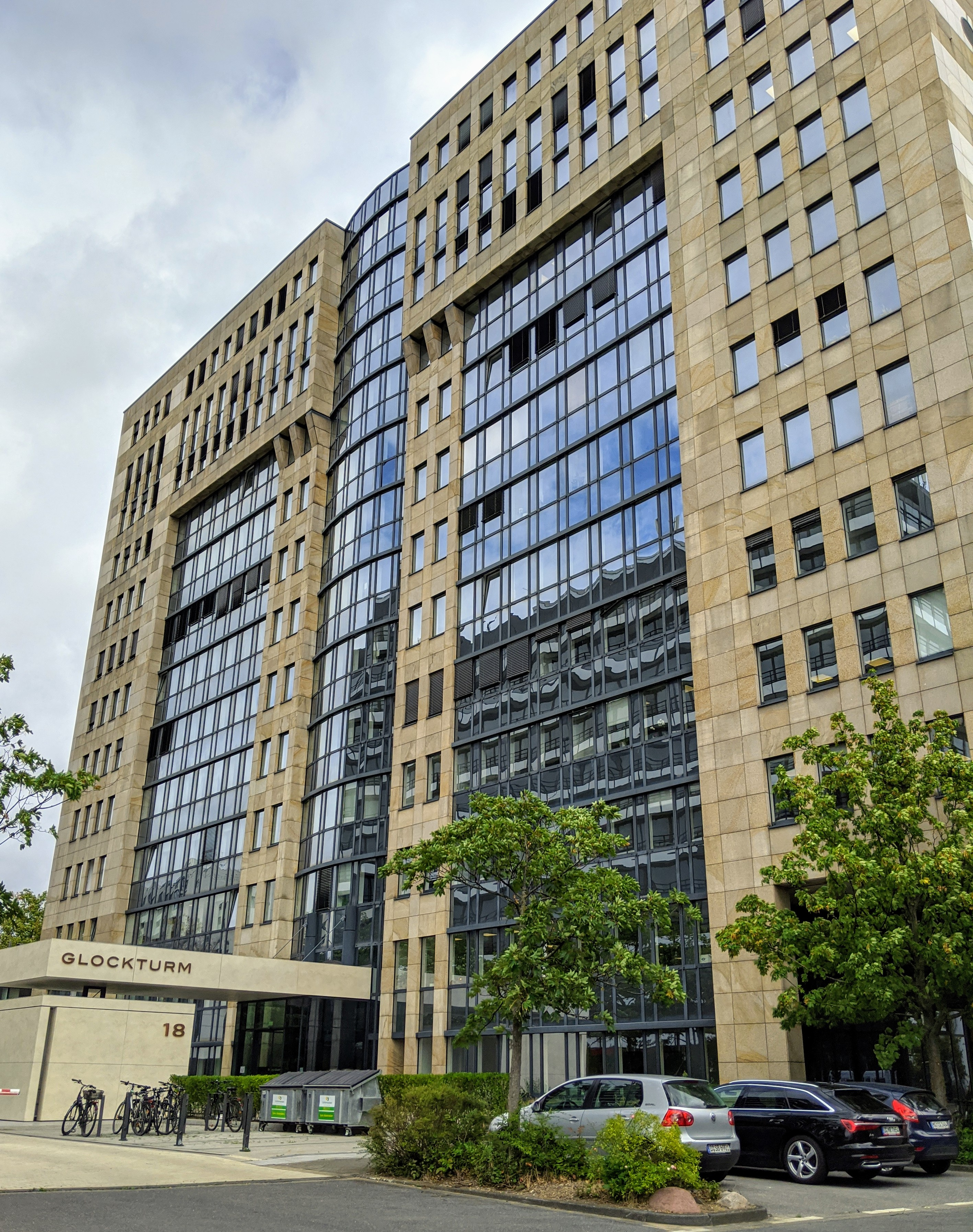
Der Glockturm. Seit Mai 2020 Sitz der Stiftung in Düsseldorf

Die Hans-Böckler-Stiftung (HBS) ist das Mitbestimmungs-, Forschungs- und Studienförderungswerk des Deutschen Gewerkschaftsbundes (DGB). Sie ist eine gemeinnützige Stiftung mit Sitz in Düsseldorf. Benannt nach dem ersten Vorsitzenden des DGB, Hans Böckler, ist sie allen ihren Aufgabenfeldern der Mitbestimmung als Gestaltungsprinzip verpflichtet und wirbt für diese Idee. Sie unterstützt Mandatsträger in Mitbestimmungsfunktionen und tritt für erweiterte Mitbestimmungsrechte ein. Darüber hinaus will sie dazu beitragen, Arbeitsbedingungen zu verbessern und soziale Gerechtigkeit zu fördern. Die Stiftung zählt zu den 13 Begabtenförderungswerken in der Bundesrepublik Deutschland, welche Studierende sowie Promovierende mit herausragenden Leistungen finanziell und ideell in ihrer akademischen Ausbildung unterstützen. Sie fördert zudem wissenschaftliche Forschungsprojekte finanziell und forscht in wissenschaftlichen Instituten, die Teil der Stiftung sind.

## Geschichte

### Ursprung
Nach der Einführung der Montan-Mitbestimmung im Jahr 1951 gab es verschiedene Anläufe der Gewerkschaften, durch Institutionen das personalpolitische Feld grundsätzlich weiterzuentwickeln; auch außerhalb der Bergbau-, Eisen- und Stahlindustrie. Im November 1952 wurde beispielsweise die Gesellschaft für soziale Betriebspraxis (GsB) und der Verein für soziale Betriebspraxis gegründet. Die GsB beschränkte sich auf wissenschaftliche und publizistische Aufgaben. Der Verein sollte unter anderem den Erfahrungs- und Meinungsaustausch unter den Mitgliedern fördern. Sowohl die GsB als auch der Verein konnten jedoch nie etabliert werden und verloren nach einer Reorganisation im Jahr 1954 an Bedeutung.
Nach Beratungen zwischen dem DGB, der IG Metall, der IGBE und dem 1946 gegründeten WWI wurde am 23. April 1954 die Hans-Böckler-Gesellschaft zur Förderung der Mitbestimmung in Theorie und Praxis gegründet, um den Erfahrungsaustausch der Arbeitnehmervertreter zu verbessern. Im selben Jahr gründete der DGB die Stiftung Mitbestimmung zur Ausbildungs- und Bildungsförderung von Arbeitnehmern. Finanziert wurden beide Institutionen über Spenden.
Die Hans-Böckler-Gesellschaft gab 1955 erstmals die Zeitschrift Das Mitbestimmungsgespräch (heute Mitbestimmung) heraus. Ebenso organisierte sie regelmäßig Informationsgespräche für die Arbeitnehmervertreter in deutschen Großstädten.
Auch durch eine stärkere Verbindlichkeit zur Abgabe von Vergütungen aus Arbeitnehmertätigkeiten auf Basis von DGB-Beschlüssen stiegen insbesondere die finanziellen Möglichkeiten der Stiftung Mitbestimmung an. Im Jahr 1964 betrug das Jahresbudget für die Studienförderungen 2,2 Millionen Deutsche Mark. Das Budget der Hans-Böckler-Gesellschaft betrug im selben Jahr 200.000 D-Mark. Beide Institutionen kooperierten miteinander. So traten sie auf Gewerkschaftstagen beispielsweise mit gemeinsamen Ständen auf. In den 70er Jahren und durch eine neue Debatte zum Thema Mitbestimmung, die 1976 in das Mitbestimmungsgesetz mündete, näherten sich die Hans-Böckler-Gesellschaft und die Stiftung Mitbestimmung einander an. Durch die Ausweitung der Mitbestimmung aufgrund des neuen Gesetzes und die daraus hervorgegangenen Ressourcen entschieden sich die Gewerkschaften, diese Ressourcen in einer Institution zu bündeln.

### Gründung 1977
Am 1. Juli 1977 wurde durch den Zusammenschluss der Hans-Böckler-Gesellschaft und der Stiftung Mitbestimmung die Hans-Böckler-Stiftung gegründet. Im ersten Jahresbericht (1977) bezeichnete sie sich als Instrument des DGB, „das zur Verbesserung der Lage der Arbeitnehmer im Bildungs- und Beschäftigtensystem genutzt werden muß“. Weder das Bildungssystem noch das Wirtschaftssystem dürfe den „inhumanen Gesetzmäßigkeiten des Marktes“ überlassen werden. Der DGB verpflichtete die Arbeitnehmervertreter in Aufsichtsräten, ihre Aufsichtsratseinkommen an die gemeinnützige Hans-Böckler-Stiftung abzuführen. Ziel war es, eine persönliche Bereicherung der Arbeitnehmervertreter durch die Aufsichtsratsposten zu verhindern.
1982 wurde die erstmals 1955 veröffentlichte Zeitschrift Das Mitbestimmungsgespräch in Die Mitbestimmung umbenannt. Gleichzeitig stellte man auf eine Magazingestaltung mit großen Fotos und einem gestalteten Cover um. Seit 1995 heißt die Zeitschrift Mitbestimmung.

### 1990–2000
1995 wurde mit dem 1946 als Wirtschaftswissenschaftliches Institut gegründeten Wirtschafts- und sozialwissenschaftliches Institut (WSI) eine erste Forschungseinrichtung in die Hans-Böckler-Stiftung integriert. Gemeinsam mit der Bertelsmann Stiftung richtete die Hans-Böckler-Stiftung 1996 eine Mitbestimmungskommission („Mitbestimmung und neue Unternehmenskulturen – Bilanz und Perspektiven“) ein, deren Abschlussbericht 1998 vorgelegt wurde. Die Kommission sollte „den Einfluss der Mitbestimmung auf unternehmerische Entscheidungen und ökonomische Effizienz, soziale Sicherheit und gesellschaftliche Solidarität“ untersuchen und eine Bestandsaufnahme der Mitbestimmungspraxis in Deutschland leisten. Eine Empfehlung der Kommission war laut dem wissenschaftlichen Leiter Wolfgang Streeck die „Etablierung eines kontinuierlichen, vertrauensvollen Dialogs auf Spitzenebene der Sozialpartner, um über die gemeinsame Beobachtung der Unternehmenspraxis zu mehr Konsens auch in Kernfragen der Sozial- und Tarifpolitik zu gelangen.“

### Seit 2000
2005 gründete die Stiftung das Institut für Makroökonomie und Konjunkturforschung (IMK), mit dem Ziel, ein Gegengewicht zu von der Wirtschaft finanzierten Studien zu schaffen. Das IMK gilt als eine der einflussreichsten wirtschaftspolitischen Denkfabriken der Welt.
In den Jahren 2005 und 2006 arbeiteten mehrere Experten der Hans-Böckler-Stiftung in der Kommission zur Modernisierung der deutschen Unternehmensmitbestimmung („zweite Biedenkopf-Kommission“) mit, die 2005 vom damaligen Bundeskanzler Gerhard Schröder berufen wurde.
Am 1. September 2015 startete die Hans-Böckler-Stiftung mit dem Mitbestimmungsportal einen Informationsservice für Praktiker der Mitbestimmung.
Aus der Abteilung Mitbestimmungsförderung der Hans-Böckler-Stiftung ging zum 1. Januar 2018 das Institut für Mitbestimmung und Unternehmensführung (I.M.U.) hervor. Gleichzeitig verstärkte sich die Stiftung um ein weiteres wissenschaftliches Institut: Das 2010 in Frankfurt am Main als Teil der Otto-Brenner-Stiftung gegründete Hugo-Sinzheimer-Institut für Arbeitsrecht (HSI) wurde Teil der Stiftung.
Zur Förderung der Wissenschaft vergibt die Hans-Böckler-Stiftung seit 2018 jährlich den Maria-Weber-Grant, der vier Wissenschaftler finanziell unterstützt. Die Grants dienen dazu, für ein bis zwei Semester eine Teilvertretung für die Lehrverpflichtungen der Geförderten zu finanzieren. Benannt ist der Preis nach Maria Weber, der ehemaligen stellvertretenden Vorsitzenden des DGB. Weber war 1977 auch Mitglied des ersten Kuratoriums der Stiftung.

## Organisation und Finanzierung

### Personal und Standorte
Die Hans-Böckler-Stiftung hatte Ende 2021 etwa 220 Beschäftigte, die meisten am Standort Düsseldorf, dem Hauptsitz der Stiftung. Ferner hat die Stiftung Büros in Frankfurt (HSI) und Berlin (unter anderem die Forschungsstelle Arbeit der Zukunft).

### Haushalt
Der Haushalt des Geschäftsjahres 2017/18 hatte laut Jahresbericht 2018 ein Gesamtvolumen von 73,6 Millionen Euro. 61 Prozent der Stiftungseinnahmen speisten sich aus Zuwendungen von Förderern. So führten vor allem Arbeitnehmervertreter in Aufsichtsräten, Arbeitsdirektoren sowie Vorstandsmitglieder und Geschäftsführer gewerkschaftlicher Unternehmen – gemäß Beschluss des DGB-Bundesausschusses – Teile ihrer Vergütungen oder Einkünfte an die Hans-Böckler-Stiftung ab. Zudem erhält die Stiftung für die Vergabe von Stipendien zweckgebundene Mittel des Bundesministeriums für Bildung und Forschung. Dies waren im Geschäftsjahr 2017/18 rund 28,6 Millionen Euro bzw. 36,8 Prozent des Haushalts der Stiftung.

### Leitung
Die Stiftung wird von einem Vorstand geleitet. Die Vorsitzende des Vorstands ist die amtierende DGB-Vorsitzende Yasmin Fahimi (Stand 2022). Der Vorstand wird für die Dauer von drei Jahren gewählt. Zur Vorbereitung und Durchführung der Beschlüsse der Organe der Stiftung sowie zur Erledigung der laufenden Geschäfte bestellt der Vorstand ein hauptamtliches Leitungsgremium, das Direktorium. Zur Geschäftsführerin wurde im September 2021 Claudia Bogedan bestellt, die Norbert Kluge ablöste.
Der Vorstand wird von den Mitgliedern des Kuratoriums der Stiftung gewählt. Vorsitzende des Kuratoriums ist mit Stand von 2022 Elke Hannack (Stellvertretende Vorsitzende des Deutschen Gewerkschaftsbundes). Die Mitglieder des Kuratoriums werden für vier Jahre vom DGB berufen.

## Institute und Abteilungen
Zur Hans-Böckler-Stiftung gehören vier wissenschaftliche Institute und zwei Förderabteilungen: die Forschungsförderung und die Studienförderung.

### Wirtschafts- und sozialwissenschaftliches Institut (WSI)
Das WSI forscht zu Arbeit und Lebenswelt, Transformation der Arbeit, sozialer Ungleichheit und sozialen Risiken sowie dem Europäischen Sozialmodell. Das Institut stellt im WSI-Tarifarchiv eine umfangreiche Dokumentation und Auswertungen zu Aspekten der Tarifpolitik zur Verfügung.

### Institut für Makroökonomie und Konjunkturforschung (IMK)
Das IMK erforscht konjunkturelle Phänomene auf der Basis gesamtwirtschaftlicher Modellzusammenhänge. Dabei steht die empirische Forschung im Vordergrund. Sie stützt sich auf keynesianisch geprägte Ansätze der Wirtschaftstheorie. Die inhaltlichen Schwerpunkte der Arbeit liegen im Bereich Konjunkturforschung, deutscher wie europäischer Finanz- und Steuerpolitik, Geldpolitik und gesamtwirtschaftlicher Arbeitsmarktforschung.

### Hugo Sinzheimer Institut für Arbeitsrecht (HSI)
Das HSI mit Sitz in Frankfurt widmet sich in der Tradition des Namensgebers Hugo Sinzheimer, der nationalen und internationalen Forschung zum Arbeits- und Sozialrecht. Zu seinen Themen gehören unter anderem Fragen des IT-Arbeitsrechts, des Tarif- und Arbeitskampfrechts sowie der Mitbestimmung und des europäischen Arbeitsrechts in Form der Rechtsprechung des Europäischen Gerichtshofs.

### Institut für Mitbestimmung und Unternehmensführung (I.M.U.)
Das I.M.U. berät Arbeitnehmervertreter in Aufsichtsräten zu Fragen der Aufsichtsratsarbeit, Wirtschaft und Recht, Personal und Sozialwesen sowie zu Aus- und Weiterbildung. Zudem forscht das Institut, etwa zum Zusammenhang zwischen nachhaltiger Unternehmensführung und Mitbestimmung. Mit Praxiswissen Betriebsvereinbarungen bietet das I.M.U eine große Datenbank mit Auszügen zu vielfältigen Themen in Betriebsvereinbarungen an.

### Forschungsförderung
Die Hans-Böckler-Stiftung fördert rund 100 Forschungsprojekte pro Jahr zu aktuellen Fragen und Problemen. Die Forschungsförderung initiiert und fördert wissenschaftliche Vorhaben an Hochschulen und außeruniversitären Forschungseinrichtungen zu den Themenschwerpunkten Strukturwandel und Innovation, Mitbestimmung, Erwerbsarbeit, Wohlfahrtsstaat, Bildung in der Arbeitswelt und Geschichte der Gewerkschaften. Abgeschlossene Studien werden durch die Hans-Böckler-Stiftung veröffentlicht.

### Studienförderung

#### Aufnahme in die Hans-Böckler-Stiftung
Die Hans-Böckler-Stiftung fördert besonders begabte Stipendiaten. Von diesen wird erwartet, dass sie sich gewerkschaftlich, gesellschaftspolitisch und sozial engagieren. Sie sollen leistungsstark sein und ihr Studium rasch absolvieren; typischerweise wollen sie im Beruf viel erreichen. Ziel der Förderung ist es, dass Stipendiaten auch nach dem Studium Verantwortung in der Gesellschaft übernehmen.
Die Hans-Böckler-Stiftung fördert ihre Stipendiaten sowohl finanziell als auch ideell. Mit mehr als 2700 Stipendiaten im Jahresdurchschnitt ist die Stiftung eines der großen Begabtenförderungswerke der Bundesrepublik Deutschland.

#### Finanzielle Förderung
Die finanzielle Förderung orientiert sich an den Richtlinien des BAföG. Das Stipendium muss jedoch später nicht zurückgezahlt werden. Unterschieden wird zwischen der Grundförderung und der Promotionsförderung.
Im Rahmen der Grundförderung setzt sich das Stipendium aus
- aktuell maximal 812 Euro BAföG-Höchstsatz pro Monat
- 300 Euro Studienkostenpauschale
- gegebenenfalls ein Zuschuss zur Kranken- und Pflegeversicherung in Höhe von maximal 86 Euro pro Monat

zusammen. Zusätzlich zu dem Stipendium können ein Familienzuschlag in Höhe von 155 Euro im Monat sowie eine Kinderbetreuungspauschale von 130 Euro pro Monat gezahlt werden, wenn mindestens für ein im Haushalt lebendes Kind das Personensorgerecht besteht.
Doktoranden erhalten ein monatliches Stipendium von 1350 Euro. Hinzu kommt in der Regel eine monatliche Forschungskostenpauschale von 100 Euro. Zusätzlich erhalten sie
- bis zu 100 Euro Zuschuss zur Krankenversicherung.
- ggf. einen Familienzuschlag in Höhe von 155 Euro und
- eine Kinderzulage von 155 Euro, wenn mindestens für ein im Haushalt lebendes Kind das Personensorgerecht besteht.

Auslandsaufenthalte werden zusätzlich durch Stipendien bzw. Auslandszulagen und die Teilübernahme von Studiengebühren gefördert. Nach Nr. 11 Einkommensteuergesetz (EStG) sind Zahlungen aus dem Stipendium steuerfrei.

#### Ideelle Förderung
Zum ideellen Förderprogramm gehören Sommerakademien, wissenschaftliche Kollegs, Sprachkurse, Kurztagungen, Seminare sowie die Betreuung durch örtliche Vertrauensdozenten, die diese Aufgabe ehrenamtlich für die Hans-Böckler-Stiftung übernehmen. Die Stipendiaten müssen jedes Semester einen Bericht über ihr Studium und ihr sonstiges Engagement verfassen. Darüber hinaus haben die Geförderten die Möglichkeit, eigene Tagungen und weitere Veranstaltungen selbständig zu entwickeln und umzusetzen. Dazu können sie Gelder beim stipendiatischen Solidaritätsfonds der Hans-Böckler-Stiftung beantragen, der sich aus Spenden der Stipendiaten und Vertrauensdozenten finanziert. Darüber hinaus vermittelt die Hans-Böckler-Stiftung Praktika und bietet ein Mentoringprogramm an.

#### Mitbestimmungsgremien der Stipendiaten
Innerhalb der Studienförderung gibt es regionale Stipendiatengruppen, die Delegierte zur jährlichen Stipendiatischen Konferenz (SK) entsenden. Dort werden anhand von Wahlen die stipendiatischen Gremien besetzt und Anträge eingebracht, debattiert und abgestimmt. Das wichtigste stipendiatische Gremium innerhalb der Hans-Böckler-Stiftung ist das Bundeskollektiv (BuKo), das die Aufgabe hat, die Beschlüsse der SK umzusetzen. Weitere Gremien sind beispielsweise die Stipendiatische Projektkommission oder der (nur teilweise mit Stipendiaten besetzte) Solidaritätsfonds. Die SK wählt außerdem zwei Stipendiaten in das Kuratorium, sowie einen Stipendiaten in den Vorstand der Hans-Böckler-Stiftung.

#### Stipendien für den zweiten Bildungsweg
Die Hans-Böckler-Stiftung vergibt als einziges Begabtenförderungswerk auch Stipendien für Studierende des zweiten Bildungswegs. Es werden zeitgleich jeweils circa 50–60 Stipendien vergeben. Diese werden aus Eigenmitteln der Hans-Böckler-Stiftung finanziert.

#### Sommerakademie aller Begabtenförderungswerke
Im Zeitraum 2019 bis 2022 richtet die Hans-Böckler-Stiftung eine Sommerakademie für alle Begabtenförderungswerke aus. Die Akademie möchte damit werkübergreifend eine gemeinsame Plattform für junge, begabte, engagierte und der Demokratie verpflichtete Menschen schaffen. Die Sommerakademien werden durch das Bundesministerium für Bildung und Forschung gefördert. Die Schirmherrschaft hat dafür der Bundespräsident Frank-Walter Steinmeier übernommen. Die erste Sommerakademie fand vom 26. August bis zum 2. September 2019 zum Thema „Demokratie gestalten!“ in Heidelberg statt.

#### Zahlen
Die Hans Böckler-Stiftung fördert derzeit rund 2.740 Stipendiaten (Stand 2018) und hat ca. 16.000 Altstipendiaten. 51 Prozent der Stipendiaten stammen aus Nicht-Akademikerfamilien (Stand 2018) und 36,1 Prozent haben einen Migrationshintergrund (Stand 2018).
Anzahl der Stipendiaten nach Fächergruppen (Stand 2018):
| Fächergruppe                                   | Anzahl der Stipendiaten |
| ---------------------------------------------- | ----------------------- |
| MINT-Fächer                                    | 649                     |
| Kunst, Kunstwissenschaft                       | 98                      |
| Medizin und Veterinärmedizin                   | 152                     |
| Rechts-, Wirtschafts- und Sozialwissenschaften | 1.047                   |
| Sport                                          | 2                       |
| Sprach- und Kulturwissenschaften               | 744                     |

Gewerkschaftszugehörigkeit der geförderten Stipendiaten (Stand 2018):
| Gewerkschaft | Prozentanteil |
| ------------ | ------------- |
| ver.di       | 36,1          |
| IG Metall    | 18,7          |
| GEW          | 18,5          |
| IG BCE       | 5,2           |
| IG BAU       | 1,5           |
| NGG          | 1,2           |
| EVG          | 0,9           |
| GdP          | 0,1           |
| keine        | 17,3          |

Geschlecht der geförderten Stipendiaten (Stand 2018):
| Männlich | Weiblich |
| -------- | -------- |
| 1.370    | 1.322    |

## Themen und Ziele

### Mitbestimmung
Als eine ihrer zentralen Aufgaben sieht die Stiftung die Förderung der betrieblichen und unternehmerischen Mitbestimmung als Grundlage von Gerechtigkeit, guter Unternehmensführung und Sicherheit in der sozialen Marktwirtschaft. Durch die Beratung und Qualifizierung von Betriebs- und Personalräten und von Arbeitnehmervertretern in Aufsichtsräten will die Stiftung das Prinzip der Mitbestimmung in der Wirtschaft stärken. Das Thema Mitbestimmung beschäftigt die Stiftung auch in ihrer wissenschaftlichen Forschung. Unter dem Stichwort „Workers‘ Voice“ erforschte eine dazu gebildete Kommission unterschiedlich gehandhabte Mitbestimmungspraktiken in der EU. Zudem konnte die Stiftung in Studien zeigen, dass sich Mitbestimmung auf Arbeitsbedingungen und auf den wirtschaftlichen Erfolg von Unternehmen positiv auswirkt.

### Soziales Europa
Die Auseinandersetzung mit den Fragen von Gerechtigkeit und Verteilung gehört zu den zentralen Themen der Hans-Böckler-Stiftung. Die Forschung der Stiftung untersucht dabei etwa, wie Vermögen, Erbschaften und hohe Mieten soziale Ungleichheit verstärken, wie sich die Einkommen auseinanderentwickeln und inwiefern Entwicklungen wie diese vor dem Hintergrund einer gerechten Gesellschaft positiv beeinflusst werden können. Ein Schwerpunkt der Forschung und der Publikationen zu diesem Thema ist die europäische Perspektive, etwa die Entwicklung der Arbeitslosigkeit in Europa oder Arbeitsbedingungen von Migranten.

### Arbeitswelt
Ein Schwerpunktthema der Hans-Böckler-Stiftung sind Arbeitsbedingungen und Löhne. Stabile Beschäftigungsverhältnisse jenseits von Beschäftigungsformen wie Minijobs oder Leiharbeit werden von der Stiftung als zentrale Wohlstandsquelle für die Gesellschaft betrachtet. Tarifverträge und die Lohnentwicklung werden von der Hans-Böckler-Stiftung regelmäßig ausgewertet. Schlechte Arbeitsbedingungen im Dienstleistungssektor, insbesondere in der Pflege und in der Logistik, sowie die Entwicklung des Niedriglohnsektors wurden in mehreren Studien beleuchtet. Zudem untersucht die Stiftung die Auswirkungen der Flexibilisierung von Arbeitszeiten und der Zunahme von Home-Office-Arrangements in der Arbeitswelt.
Die Digitalisierung und die damit einhergehenden Veränderungen in der Arbeitswelt haben insbesondere die Forschungsarbeit der Stiftung in jüngerer Zeit geprägt. Die Stiftung veröffentlichte etwa den Abschlussbericht der Kommission „Arbeit der Zukunft“, in dem Experten aus Politik, Wirtschaft und Wissenschaft Denkanstöße erarbeitet haben. In welche Richtung diese Veränderung geht, sieht die Stiftung nicht als zwangsläufige Folge des technischen Fortschritts, sondern als gesellschaftlich und politisch beeinflussbar. Weitere Studien der Stiftung befassen sich unter anderem mit Crowdwork und Plattform-basierten Geschäftsmodellen.

### Globalisierung
Beim Thema Globalisierung erforscht die Stiftung insbesondere makroökonomische Zusammenhänge sowie Finanzmärkte und ihre Regulierung sowie globale Wertschöpfungsketten. Die Stiftung erstellt vier Mal im Jahr Konjunkturprognosen. Seit 2012 berechnet die Stiftung zudem monatlich, wie wahrscheinlich es ist, dass die deutsche Wirtschaft in den nächsten drei Monaten einen Abschwung oder einen Boom erlebt. Ein Schwerpunkt seit der Finanzkrise im Jahr 2007/2008 war auch die Konstruktion des Euro. Kritik übte die Stiftung bzw. das Institut für Makroökonomie und Konjunkturforschung an der europäischen Austeritätspolitik in Folge der Krise im Euroraum. Das Thema Globalisierung verfolgt die Stiftung auf unterschiedlichen Ebenen: Forschung zu gefährlichen Ungleichgewichten in der Weltwirtschaft gehört ebenso dazu wie Untersuchungen zu „Global Framework Agreements“, die Unternehmen zu fairen Arbeitsbeziehungen über ihre gesamte Lieferkette hinweg verpflichten.

## Weiteres

### Publikationen
Auf der Webseite der Stiftung stehen ihre Veröffentlichungen sowie Datenportale, wie der Lohnspiegel, das GenderDatenPortal und der Konjunkturspiegel, frei zur Verfügung.
- Magazin Mitbestimmung: Das Magazin Mitbestimmung berichtet über die Arbeit der Stiftung, von Gewerkschaftern und Mitbestimmungsakteuren wie Betriebs- und Aufsichtsräten. Sie wird als Printausgabe kostenfrei vertrieben und erscheint online auf der Website der Stiftung.[9]
- Böckler Impuls: Böckler Impuls ist ein zweiwöchentlich erscheinender Informationsdienst der Stiftung, der die Forschungsergebnisse der Institute und geförderter Studien in Form von Texten und Infografiken aufbereitet. Böckler Impuls wird als Printausgabe und in Form eines digitalen Newsletters vertrieben und ist kostenfrei.[61]
- Böckler Schule: Böckler Schule stellt aktuelle Materialien für den sozioökonomischen Unterricht in Sekundarstufe I und II bereit. Dazu gehören didaktisch aufbereitete Unterrichtseinheiten, Themenhefte zu ausgewählten aktuellen Themen, Grafiken und Artikel zu neuesten Forschungsergebnissen.[62]
- Das Mitbestimmungsportal: Das Mitbestimmungsportal stellt Informationen, Materialien und Werkzeuge der Stiftung zum Thema Mitbestimmung bereit. Das Portal richtet sich vor allem an Arbeitnehmervertreter; ist aber für alle Interessierten frei zugänglich. Die Nutzung ist nach einer Anmeldung kostenlos.[21]

### Hans-Böckler-Preis
Dieser Preis ist die höchste Auszeichnung der Hans-Böckler-Stiftung, des Deutschen Gewerkschaftsbunds und seiner Mitgliedsgewerkschaften.
Er wurde an Persönlichkeiten und Organisationen verliehen, die sich in besonderer Weise um die Verbesserung der Arbeits- und Lebensbedingungen von Arbeitnehmern und ihren Familien, die Schaffung von Arbeits- und Ausbildungsplätzen, Bildung und Weiterbildung, den sozialen Zusammenhalt und das solidarische Miteinander der Menschen sowie die Mitbestimmung und die Mitwirkung in Wirtschaft und Gesellschaft verdient gemacht haben.
Folgende Personen erhielten die Auszeichnung:
- 1980: Oswald von Nell-Breuning
- 1981: Walter Arendt und Wilhelm Gefeller
- 1982: Karl Fitting
- 1983: Bernhard Tacke und Alois Wöhrle
- 1984: Herbert Mösle und Günther Palm
- 1985: Herbert Wehner
- 1986: Mine Moray und Renate Stäbler
- 1987: Hans Katzer
- 1988: Amnesty International
- 1989: Helmut Simon
- 1990: Jacques Delors
- 1991: Harald Koch und Kurt Obijou
- 1992: Betriebsräte der Schiffswerft Neptun Werft Rostock und der Stickstoffwerke Piesteritz
- 1993: Kurt Biedenkopf
- 1994: Internationale Arbeitsorganisation (IAO/ILO)
- 1995: Kirchlicher Dienst in der Arbeitswelt (KDA)
- 1996: Ellen Reichwald und Albert Vetter
- 1997: Erika Martens und Ernst Elitz
- 1998: Franz Gamillscheg
- 1999: Internationaler Bund Freier Gewerkschaften (IBFG)
- 2000: Étienne Davignon
- 2001: Peter Schulz, Betriebsratsvorsitzender des Stahl- und Walzwerks Hennigsdorf

Der Preis ist seit 2002 ausgesetzt. 2003 beschloss die Stadt Köln im Gedenken an ihren Ehrenbürger (seit 1951), ab 2005 den Hans-Böckler-Preis der Stadt Köln in zweijährigem Rhythmus zu verleihen.

### Hans-Böckler-Medaille
Zur Erinnerung an das Lebenswerk von Hans Böckler wird vom DGB und seinen Einzelgewerkschaften die Hans-Böckler-Medaille vergeben. Sie ist die höchste Auszeichnung der Gewerkschaften in Deutschland. Mit ihrer Verleihung werden besondere Verdienste im gewerkschaftlichen Bereich, vor allem ehrenamtliches Engagement, gewürdigt. Die Auszeichnung wird auf Beschluss des Geschäftsführenden Bundesvorstandes des DGB vergeben. Anträge erfolgen in der Regel über die Vorständer der Mitgliedsgewerkschaften oder die DGB-Bezirksvorstände.

### Ehemalige Stipendiaten
Unter den ehemaligen Stipendiaten der Stiftung sind:
- Elmar Altvater, Professor für Politikwissenschaft am Otto-Suhr-Institut
- Susanne Baer, Richterin des Bundesverfassungsgerichts[65]
- Andreas Bausewein, Oberbürgermeister von Erfurt und ehemaliger Landesvorsitzender der SPD Thüringen
- Christiane Benner, Gewerkschaftsfunktionärin, seit 2015 2. Vorsitzende der IG Metall, seit 2023 als erste Frau Erste Vorsitzende der IG Metall[66]
- Verena Monika Bentele, frühere Biathletin, Behindertenbeauftragte der Bundesregierung, heute Präsidentin des Sozialverbands VdK[67]
- Ursula Benzig, Opernchefin am Kasseler Staatstheater
- Manfred Berg, Professur für Amerikanische Geschichte, Universität Heidelberg
- Norbert Blüm,  Publizist und ehemaliger Politiker
- Björn Lars Böhning, Politiker und seit 2018 Staatssekretär im Bundesministerium für Arbeit und Soziales[68]
- Frank Bsirske, Gewerkschaftsfunktionär, Vorsitzender der Gewerkschaft ver.di von 2001–2019[69]
- Björn Engholm, Politiker
- Klaus Friedrich Ernst, Politiker und ehemaliger Gewerkschaftsfunktionär
- Wiebke Esdar, Mitglied des Deutschen Bundestages
- Gerhard Glogowski, Politiker
- Theodora Hantos, emeritierte Professorin an der Universität Siegen, Alte Geschichte
- Ulrich Herbert, Professor für Neuere und Neueste Geschichte an der Albert-Ludwigs-Universität Freiburg
- Friedhelm Hillebrand, Pionier des Mobilfunks und Ex-Bundespostmanager
- Reiner Hoffmann, Gewerkschaftsfunktionär, 2014–2022 Bundesvorsitzender des DGB[70][71]
- Christine Hohmann-Dennhardt, ehemalige Ministerin in Hessen, ehemalige Richterin des Bundesverfassungsgerichts, ehemaliges Vorstandsmitglied der Daimler AG und ehemaliges Vorstandsmitglied der Volkswagen AG[72]
- Berthold Huber, Gewerkschafter, 2007–2013 erster Vorsitzender der IG Metall[73]
- Jürgen Johannesdotter, Evangelisch-lutherischer Theologe, ehemaliger Landesbischof[74]
- Necla Kelek, Soziologin und Publizistin[75]
- Lisa Kosok, Professorin für Kulturerbe und Museumswissenschaften an der HafenCity Universität Hamburg
- Raymond Ley, deutscher Autor, Film- und Fernsehregisseur[76]
- Franz Josef Maget, ehemaliger Vize-Präsident des Bayerischen Landtags und Sozialreferent an der Deutschen Botschaft in Tunis
- Peter Märthesheimer, Drehbuchautor, Filmproduzent und Romanautor
- Kathrin Mahler Walther, Soziologin und Bürgerrechtlerin, Geschäftsführerin der EAF Berlin[77]
- Helge Malchow, deutscher Verleger
- Thomas Oberender, Intendant der Berliner Festspiele[78]
- Jürgen Roters, Jurist, Verwaltungsbeamter und Sportfunktionär und ehemaliger Oberbürgermeister von Köln
- Nikolaos Sakellariou, Politiker und Rechtsanwalt
- Harald Schartau, Politiker
- Peter Scherrer, stellv. Generalsekretär EGB
- Hubertus Schmoldt, ehemaliger Vorsitzender der IGBCE
- Tobias Singelnstein, Juniorprofessor für Strafrecht an der FU Berlin
- Michael Sommer, Gewerkschaftsfunktionär, 2002–2014 Bundesvorsitzender des DGB
- Ludwig Stiegler, Rechtsanwalt und ehemaliger Politiker
- Ernst Welteke, 1999–2004 Präsident der Bundesbank, SPD-Politiker
- Detlef Wetzel, Gewerkschaftsfunktionär, 2013–2015 1. Vorsitzender der IG Metall[79]
- Sebastian Voigt, Historiker